# Gumriaul
Gumriaul – szczyt w grupie Villgratner Berge, w Wysokich Taurach w Alpach Wschodnich. Leży w Austrii, w Tyrolu Wschodnim. 
Szczyt położony jest na północny wschód od Sillian i na północny zachód od Lienz. Razem z Gölbnerem, najwyższym szczytem grzbietu, leży między dolinami Winkeltal i Kristeinertal. Ze szczytu dobrze widać Dolomity i Alpy Karnickie. Przy bardzo dobrej widoczności można nawet zobaczyć Ortler na zachodzie i Triglav na wschodzie.